# Macrothemis extensa
Macrothemis extensa is een libellensoort uit de familie van de korenbouten (Libellulidae), onderorde echte libellen (Anisoptera).
De wetenschappelijke naam Macrothemis extensa is voor het eerst geldig gepubliceerd in 1913 door Ris.